# Mr. Mind
Mr. Mind è un personaggio immaginario dei fumetti creato da Otto Binder e C.C. Beck per la Fawcett Comics e poi acquisito dalla DC Comics. Esordisce solo come voce fuori campo in Captain Marvel Adventures n. 22 ma la sua vera prima apparizione fu nel successivo n. 26 (agosto 1943).
Tra i tre arcinemici di Capitan Marvel (tra cui il Dottor Sivana e Black Adam), è un verme alieno malvagio e super-intelligente di due centimetri di lunghezza. A causa delle sue ridotte dimensioni, pianifica i suoi piani attraverso un'organizzazione chiamata Società dei Mostri del Male.

## Caratterizzazione del personaggio
Il personaggio nella prima versione pubblicata dalla Fawcett e poi dalla DC Comics nel periodo pre-Crisi, era un verme in versione cartone animato, in possesso di un'intelligenza superiore a quella umana; era dotato di telepatia e della capacità di tessere ad alta velocità una seta quasi indistruttibile, di parlare attraverso l'uso di una scatola appesa al suo collo e veniva raffigurato con un paio di occhiali perché miope. Nel frattempo, la quantità di membri e la grandezza della Società dei Mostri del Male variò nel corso degli anni, da migliaia di membri in Captain Marvel Adventures degli anni quaranta fino a pochi elementi nelle storie di Shazam!.
Una nuova versione del personaggio venne introdotta da Jerry Ordway nella serie The Power of Shazam!, nella quale venne caratterizzato come verme del pianeta Venere, unico sopravvissuto della razza dei vermi venusiani che possiede poteri quali telepatia, controllo mentale e il potere di creare immagini nella mente. Compare in modo irregolare nelle storie della DC Comics nel tentativo di trovarsi un ospite o di clonarsi.
Nella serie Kingdom Come di Alex Ross e Mark Waid, il Dottor Sivana viene assunto da Lex Luthor per fabbricare una razza di vermi che controllano la mente prima di morire. Anche nel Gulag di Superman, molti dei prigionieri sono membri della Società dei Mostri del Male della Golden Age, come Jeepers, Mr. Banjo, King Kull, gli Uomini Coccodrillo, IBAC e l'uomo capra.

## Biografia del personaggio

### Pre-Crisi

#### Terra 2
La prima comparsa della Società dei Mostri del Male agli ordini di Mr. Mind, cronologicamente, fu in All-Star Squadron (nn. 51-54, novembre 1985 - febbraio 1986). Nell'Universo conosciuto come Terra-Due, Mr. Mind arrivò sulla Terra durante la Seconda guerra mondiale, portato dalle onde delle trasmissioni radio; amava in particolare Charlie McCarthy ma quando scoprì che era solo una trasmissione radiofonica, decise di conquistare la Terra. A tal fine creò la prima versione della Società dei Mostri del Male. Alla fine, sconfitto, si ritirò su Terra-S e senza il loro leader la squadra fu sbaragliata dalla All-Star Squadron.
Il gruppo era formato dai seguenti elementi:
- Dummy: un pupazzo vivente;
- Mr. Who: genio criminale super forte che può modellare la forma fisica;
- Nyola: una "suora" azteca capace di esercitare la magia;
- Oom: statua gigante animata, con poteri magici;
- Ramulus: supercattivo col potere di controllare le piante.

#### Captain Marvel Adventures
Il personaggio arrivò sulla Terra-S intorno al 1846. La sua brillante intelligenza, i poteri telepatici e la spietatezza gli permisero di realizzare delle basi su molte terre quante erano i mondi nonché in varie località della Terra. Reclutò super cattivi, armate e intere specie aliene per aiutarlo nel suo tentativo di conquista della Terra. Iniziò il suo regno di terrore sulla terra nel 1943 dando filo da torcere a Capitan Marvel. Fra le sue varie imprese ci fu il furto delle sfere di cristallo che svelano il futuro; bombardare Pearl Harbor una seconda volta; distruggere il Nord America con un gigantesco ghiacciaio; fare di Capitan Marvel il suo schiavo; abbattere tutti i palazzi nella città natale di Capitan Marvel; intrappolare gli Stati Uniti nel buio eterno; far crollare la muraglia cinese sull'armata cinese; immobilizzare l'armata aerea australiana; utilizzare il cannone da dieci metri "la Grande e Grossa Bertha" per bucare letteralmente l'America e la Russia; invadere la Scozia da un'isola artificiale; causare l'eruzione di un gigantesco vulcano nel centro della Britannia; spezzare letteralmente la Terra in due; fare un film su se stesso per intimidire il mondo; distruggere l'armata della Terra con un raggio; pubblicare un libro su di sé per convincere tutti che sarebbe stato il leader ideale; creare un'organizzazione criminale similie all'Hydra; fare schiantare un asteroide sull'America; affondare le flotte navali della Terra. Ma Capitan Marvel è sempre riuscito a fermarlo, smantellando i suoi piani e arrestato ucciso tutti i suoi scagnozzi. Infine, un disperato Mr. Mind attaccò l'alter ego di Capitan Marvel, Billy Batson, con l'etere e lo lasciò svenuto ma senza i suoi scagnozzi fu incapace di ucciderlo; tentò di spingere un cavo elettrico contro Billy ma si svegliò appena in tempo per evitarlo. Mr. Mind fuggì nelle infrastrutture della stazione radio W.H.I.Z., posto di lavoro di Billy, ma con l'aiuto di uno sterminatore, Capitan Marvel riuscì a catturarlo.
Il gruppo era formato dai seguenti elementi:
- Archibald, un satiro;
- un'armata di termiti e vermi;
- corpi artificiali, che Mr. Mind poteva mentalmente usare, composti da:
  - un uomo capra, mezzo uomo e mezzo capra;
  - un robot, teoricamente indistruttibile;
  - un polpo con una faccia umana, costantemente arrabbiato;
  - un forzuto da circo, con una forza pari a quella di Capitan Marvel stesso;
- Bonzo: gobbo zannuto con occhi larghi;
- Capitan Nazi: guerriero ariano superforte;
- uomini Coccodrillo: razza di umanoidi dal pianeta Punkus;
- Dobbin: il cavalluccio marino, destriero di Mr. Mind;
- i Guardiani della Cupola che custodiscono la base subacquea di Mr. Mind, composti da:
  - un uomo-maiale;
  - un Goblin;
  - un Lupo Mannaro;
  - un Orco;
  - un Capitano Sottomarino Nano, l'ultimo dei servitori di Mr. Mind a lasciarlo;
- Dottor Smashi, scienziato giapponese di bassa statura e uno dei tre luogotenenti di Mr. Mind;
- Dottor Hashi, scienziato giapponese con i capelli a punta;
- Dottor Peeyu, altro scienziato giapponese;
- Dottor Sivana, lo "scienziato più malvagio del mondo";
- Evil Eye, mostro con l'abilità di ipnotizzare;
- Herkimer, Uomo-Coccodrillo e comandante in seconda di Mr. Mind;
- Herr Phoul, scienziato nazista pelato con un monocolo e uno dei tre luogotenenti di Mr. Mind;
- Adolf Hitler e tutte le risorse della Germania nazista;
- Hydra, mostro con l'abilità di rigenerare la sua testa creato da Mr. Mind;
- IBAC, criminale che vendette la sua anima in cambio di superforza e invulnerabilità;
- Jeepers, ultimo di una razza di mostri pipistrello;
- Jorrk, il più grande scienziato degli uomini coccodrillo e uno dei tre luogotenenti di Mr. Mind;
- Marmaduke, criminale con grandi orecchie e faccia paffuta;
- Monster Brigade, mostri sottomarini sotto il comando di Mr. Mind, composti da:
  - Un Capodoglio;
  - Un gigantesco polpo;
  - Uno squalo martello;
  - Un gigantesco serpente marino;
- I Professori Mostri, insegnanti alla scuola dei Mostri di Mr. Mind, composti da:
  - Un umano;
  - Un Uomo-Coccodrillo;
  - Un mostro zannuto;
  - Un umanoide con la testa di ippopotamo;
- Studenti Mostri, allievi alla Scuola di Mostri, composti da:
  - Tizi umani robusti;
  - Uomini Coccodrillo;
  - Un demone nero cornuto;
- Mr. Banjo, criminale e contrabbandiere di notizie codificate da note musicali dal suo banjo, suonate in show radio popolari;
- Benito Mussolini e tutte le risorse dell'Italia fascista;
- Nippo, maestro con le spade e spia giapponese;
- Sylvester, uomo-coccodrillo e uno dei pistoleri preferiti di Mr. Mind;
- Animali sintetici creati da Mr. Mind, composti da:
  - Oscar, l'aragosta gigante;
  - Oliver, un polpo gigante con mani umane;
  - Opheluis, un ariete;
  - Oliphant, un drago;
- Hideki Tōjō e tutte le risorse del Giappone imperiale;
- Tizi tosti, rinforzi umani in generale dei desideri di Mr. Mind, i cui più noti includono:
  - Un portatore di fucile mitragliatore;
  - Uno spadaccino col mantello;
  - Un indossatore di basco;
  - Uno stereotipico "Goomba";
  - Un indossatore di cappelli di Gatsby;

#### Il ritorno
Sebbene condannato a morte sulla sedia elettrica per l'omicidio di 186.774 persone, il personaggio si rivelò resistente all'alto voltaggio ed entrò in uno stato di animazione sospesa erroneamente scambiato per morte. Svegliatosi quando il suo corpo stava per essere imbalsamato ed esposto in un museo, ipnotizzò un imbalsamatore per fare un duplicato di se stesso e scappò via. Un Mr. Mind fuggitivo, affamato di vendetta, assemblò un gruppo nuovo più piccolo. Quasi trent'anni dopo, la Società dei Mostri del Male fu brevemente riformata in Shazam! n. 14 (Settembre-Ottobre 1974). Sebbene armato di un nuovo raggio mortale improvvisato combinato con il loro odio, non sortì gli effetti sperati su Capitan Marvel, Mary Marvel e Capitan Marvel Jr..
Il gruppo era formato dai seguenti elementi:
- Dottor Sivana;
- IBAC;
- Georgia Sivana, la figlia minore di Sivana;
- Thaddeus Sivana Jr., il figlio minore di Sivana;

#### La Società dei Mostri colpisce ancora
Mr. Mind riformò la Società un'altra nella serie in World's Finest Comics (nn. 264-267, agosto-settembre 1980 - febbraio-marzo 1981). Diede filo da torcere all'intera Famiglia Marvel che dovette riunirsi per fermarli - Capitan Marvel, Mary Marvel, Capitan Marvel Jr., e i tre Luogotenenti Marvel: Tall Marvel, Hill Marvel e Fat Marvel; gli unici che combatterono furono Black Adam, che era un membro della Società dei Mostri del Male, Zio Marvel, un vecchietto senza poteri ma astuto, e Hoppy il Coniglio Marvel, (al suo esordio nell'universo DC). I loro piani partirono con un assalto in Egitto, espandendosi poi uno schema che avrebbe interessato tutta la Terra e conquistato centinaia di pianeti, poi utilizzandoli per costruire un'armata di navi spaziali. I loro piani culminarono in assalto massiccio alla Roccia dell'Eternità, il punto in cui si può accedere al tempo e allo spazio e la casa del mago Shazam.
Il gruppo era formato dai seguenti elementi:
- Mr. Mind;
- Dottor Sivana;
- IBAC;
- Black Adam;
- King Kull, ultimo degli uomini bestia con la superforza;
- Mister Atom, indistruttibile robot genocida;
- Oggar, stregone immortale dai grandi poteri;
- Gli abitanti di 247 pianeti, costretti con la forza da Sivana e IBAC a lavorare per loro.

#### World's Funnest
Nella storia Elseworlds Superman & Batman: World's Funnest (Novembre 2000), i due onnipotenti esseri maligni Mr. Mxyzptlk e Bat-Mite ingaggiarono una tremenda battaglia che distrusse vari strati di realtà. Uno di quelli sembrò essere una versione di Terra-S. Durante il loro tempo lì, si imbatterono in una versione leggermente diversa della Società dei Mostri del Male, con molti nemici di Capitan Marvel. Mxyzptlk li batté facilmente quando cominciarono ad annoiarlo, insieme al resto dell'universo; tuttavia, verso la fine del libro, tutto tornò com'era.
Il gruppo era formato dai seguenti elementi:
- Black Adam;
- Capitan Nazi;
- Dottor Sivana;
- Evil Eye;
- Uomo Capra;
- IBAC;
- Jeepers;
- Mister Atom;
- Mr. Banjo;
- Molte sagome non identificate;
- Uomini coccodrillo non identificati.

### Post-Crisi

#### The Power of Shazam!
Mr. Mind fu reintegrato nell'Universo DC nella serie The Power of Shazam! di Jerry Ordway. Mind era uno dei milioni di vermi che controllano la mente del pianeta Venere, che pianificarono di invadere la Terra e dominarla. Nominato come agente di avanscoperta, Mind arrivò sulla Terra durante la seconda guerra mondiale, per mezzo di un'indistruttibile tuta verde spaziale venusiana, ma fu catturato da Bulletman, Starman e la Lanterna Verde Abin Sur prima di mettere in atto il suo piano. Mind scappò e decenni dopo ritornò, forzando Sivana ad unire le forze con lui, avendo bisogno del progresso scientifico di Sivana per facilitare la riuscita dei piani dei vermi venusiani.
I piani dei vermi di invadere la Terra furono vanificati da Capitan Marvel e Mary Marvel, che uccisero tutti i vermi per salvare Mr. Mind, che fu messo in custodia del Sergente Acciaio e il Dipartimento degli Affari Metaumani. Naturalmente Mind scappò, prendendo il controllo della mente di Acciaio, e programmò Mister Atom, un altro cattivo sotto la custodia del Sergente Acciaio, per distruggere la città di Fairfield, dove Billy Batson e Mary Bromfield (alias Mary Batson, al secolo Mary Marvel) vivevano con i loro genitori adottivi. Dopo che l'esplosione nucleare di Mister Atom distrusse la città e uccise quasi tutti i residenti, i Marvel andarono a Washington per cercare vendetta. Il piano principale di Mind era quello di provocare un olocausto nucleare incluso utilizzare dei cloni di sé stesso al fine di regolare la mente dei cittadini americani, che stavano preparando la bomba nucleare per iniziare l'olocausto. Tuttavia, i piani di Mind furono sventati dalla Famiglia Marvel e diverse Lanterne Verdi.
Il gruppo era formato dai seguenti elementi:
- Mister Atom;
- molti cittadini casuali, controllati mentalmente dai cloni di Mr. Mind.

#### Shazam! La Società dei Mostri del male
Una nuova serie limitata da collezione in quattro numeri della DC Comics di Capitan Marvel, Shazam! La Società dei Mostri del male, scritto e illustrato da Jeff Smith (creatore di Bone) cominciò ad essere pubblicato il 7 febbraio 2007. La miniserie Shazam! di Smith, in lavorazione fin dal 2003, assume un carattere più tradizionale, ritornando alle radici di Capitan Marvel con una storia che riprende la storia del personaggio per i lettori di oggi. Il fumetto è impostato fin dalle prime fasi della carriera del personaggio tuttavia, in quanto non è chiaramente stabilito nell'Universo DC dell'era moderna. In questa versione, Mr. Mind assomiglia a un piccolo serpente con un volto più minaccioso con vista apparentemente perfetta mentre indossa un comunicatore auricolare moderno.

## Poteri e abilità
Mr. Mind è uno dei più formidabili telepati del pianeta. Ha la capacità di controllare la mente degli individui. Possiede anche la capacità di tessere una tela quasi indistruttibile ad una velocità quasi impercettibile all'occhio umano.

## Altri media

### Cinema
- Mr. Mind compare come antagonista minore all'interno delle scene post-credit dei film del DC Extended Universe Shazam! (2019) e del sequel, Shazam! Furia degli dei (2023), doppiato dal regista David F. Sandberg e in italiano da Carlo Cosolo.

### Televisione
Il personaggio compare nella serie televisiva animata:
- Kid Superpower Hour with Shazam! (1981).[3]